# Telfs Patriots 2019
Questa voce raccoglie le informazioni riguardanti i Telfs Patriots nelle competizioni ufficiali della stagione 2019.

## Maschile

### Roster
| Roster dei Telfs Patriots (2019) |
| --- |
| Quarterback - 12 Dominik Soraperra Running Back - 1 Lukas Berchtold - 11 Dominik Rusch - 15 Sakir Cosar - 28 Lorenz Ganner - 37 Fabian Neuner Wide Receiver - 2 Jakob Harasleben - 8 Jan Fröhlich - 14 Nick Kleinhansl - 17 Thomas Langecker - 18 Florian Kirchmair Tight End - 82 Patrik Lercher Offensive Linemen - 51 Diego Heis - 62 Christopher Wild - 64 David Mariani - 68 Halik Cosgun - 70 Bernhard Fritz - 75 Benjamin Karbacher - 76 Christoph Leitner - 77 Philipp Pirktl - 79 Andreas Lener Defensive Linemen - 23 Simon Wulz - 30 Lukas Tabelander - 55 Daniel Röck - 58 Patrick Gufler - 66 Jesus Fernandez-Cabrera - 91 Johannes Mariani - 98 Marcel Ambrosig Linebacker - 38 Elias Bröckl - 45 Mike Fugger - 50 Patrick Auer - 90 Christoph Schuchter Defensive Back - 4 Marco Eberle - 20 Philipp Rasch - 21 Hunter Schmidt DB/WR - 47 Martin Haider - 52 Aaron Knittel - 80 Patrick Reindl - 83 Rene Jordan - 85 Thomas El Abbasy - 95 Daniel Kirchmair Special Team , * 9 Jonas Bröckl - 10 Salih Altunkaya - 71 Csaba Szakaly - Fabian Raffelsberger - Marco Rusch - Raffael Kreuzer nella squadra d'allenamento Coaching staff Nick Kleinhansl (HC) · Alex Kleinhansl (AOC) · Markus Bröckl (AOC) · Diego Heis (OL) · Benjamin Pfeifer (DC) · Patrick Auer (DL) · Gerhard Gabl (ADC) |

### AFL - Division I 2019

#### Stagione regolare
| Hohenems 24 marzo 2019, ore 15:00 1ª giornata | Cineplexx Blue Devils | 18 – 42 (12-0 6-7 0-15 0-20) referto | Telfs Patriots | Stadion Herrenried |

| 20 aprile 2019, ore 18:00 4ª giornata | Telfs Patriots | 28 – 7 (7-0 21-0 0-0 0-7) referto | Salzburg Bulls | (400 spett.) |

| Klagenfurt am Wörthersee 4 maggio 2019, ore 15:00 5ª giornata | Carinthian Lions | 6 – 34 (0-7 6-21 0-0 0-6) referto | Telfs Patriots | Sportplatz Annabichl |

| Telfs 12 maggio 2019, ore 15:00 6ª giornata | Telfs Patriots | 54 – 22 (7-6 20-8 20-8 7-0) referto | Tirol Raiders JV | Sportzentrum Telfs |

| Salisburgo 19 maggio 2019, ore 15:00 7ª giornata | Salzburg Bulls | 20 – 14 (0-0 7-7 6-7 7-0) referto | Telfs Patriots | Bulls Field (400 spett.) |

| Telfs 8 giugno 2019, ore 18:00 9ª giornata | Telfs Patriots | 20 – 21 (6-6 0-0 14-7 0-8) referto | Cineplexx Blue Devils | Sportzentrum Telfs |

| Telfs 22 giugno 2019, ore 18:00 11ª giornata | Telfs Patriots | 41 – 13 (20-0 14-6 0-0 7-7) referto | Carinthian Lions | Sportzentrum Telfs |

| Schwaz 30 giugno 2019, ore 15:00 12ª giornata | Tirol Raiders JV | 42 – 41 (14-14 14-14 0-0 14-13) referto | Telfs Patriots | Silberstadt Arena |

#### Playoff
| 13 luglio 2019, ore 16:00 Semifinale | Bratislava Monarchs | 54 – 20 (26-0 6-0 7-20 15-0) | Telfs Patriots |  |

### Statistiche di squadra
| Competizione      | %Vittorie | In casa | In casa | In casa | In casa | In casa | In casa | In trasferta | In trasferta | In trasferta | In trasferta | In trasferta | In trasferta | Totale | Totale | Totale | Totale | Totale | Totale |
| Competizione      | %Vittorie | G       | V       | N       | P       | Pf      | Ps      | G            | V            | N            | P            | Pf           | Ps           | G      | V      | N      | P      | Pf     | Ps     |
| ----------------- | --------- | ------- | ------- | ------- | ------- | ------- | ------- | ------------ | ------------ | ------------ | ------------ | ------------ | ------------ | ------ | ------ | ------ | ------ | ------ | ------ |
| Stagione regolare | .625      | 4       | 3       | 0       | 1       | 143     | 63      | 4            | 2            | 0            | 2            | 131          | 86           | 8      | 5      | 0      | 3      | 274    | 149    |
| Playoff           | .000      | 0       | 0       | 0       | 0       | 0       | 0       | 1            | 0            | 0            | 1            | 20           | 54           | 1      | 0      | 0      | 1      | 20     | 54     |
| Totale            | .556      | 4       | 3       | 0       | 1       | 143     | 63      | 5            | 2            | 0            | 3            | 151          | 140          | 9      | 5      | 0      | 4      | 294    | 203    |

## Femminile

### Roster
| Roster delle Telfs Patriots Ladies (2019) |
| --- |
| Quarterback - 12 Martina Abfalter Running Back - 15 Denise Prem - Julia Neuner Wide Receiver - 3 Nina Weber - 10 Katrin Bader - 80 Anna Kuglerl - Olivia Berger Offensive Linemen - 50 Conny Gleirscher G - 51 Nadine Lewisch C - 55 Eva Köfler G - 70 Lisa Angermair G - 76 Judith Zimmermann G Defensive Linemen - 20 Selina Theimer DE - 62 Kathrin Schumacher DT - 72 Seraina Kraeft DE - 77 Stefanie Schluifer DE Linebacker - 34 Conny Abfalter - 52 Juliana Angermair - 91 Lisa Ruetz Defensive Back - 11 Sarah Karbacher S - 21 Sabrina Tomaschett CB - 47 Nadja Müller CB - 83 Manuela Kirchmair CB - 85 Lisa Karbacher CB Special Team , * 17 Alexandra Fahrner - 66 Nadja Albrecht - 95 Lea Casanova - Deborah Klauk nella squadra d'allenamento Coaching staff Sven Wagener (HC) · Deborah Klauk |

### AFL - Division Ladies 2019

#### Stagione regolare
| 7 settembre 2019, ore 17:00 CEST 1ª giornata | Telfs Patriots Ladies | 0 – 26 (0-0 0-12 0-8 0-6) referto | Vienna Vikings Ladies |  |

| 21 settembre 2019, ore 14:00 CEST 2ª giornata | Salzburg Ducks Ladies | 6 – 24 (0-0 6-8 0-0 0-16) referto | Telfs Patriots Ladies |  |

| Budapest 12 ottobre 2019, ore 14:00 CEST 3ª giornata | Budapest Wolves Ladies | 6 – 20 referto | Telfs Patriots Ladies | Angyalföldi Sportközpont |

| Telfs 19 ottobre 2019, ore 15:00 CEST 4ª giornata | Telfs Patriots Ladies | 8 – 0 (0-0 0-0 0-0 8-0) referto | Danube Dragons Ladies | Telfs-Sportzentrum (200 spett.) |

| Schwaz 27 ottobre 2019, ore 13:00 CEST 5ª giornata | Schwaz Hammers Ladies | 21 – 8 (7-0 7-8 7-0 0-0) referto | Telfs Patriots Ladies | Silberstadt Arena (1000 spett.) |

#### Playoff
| Vienna 16 novembre 2019, ore 12:00 Finale 3º - 4º posto | Telfs Patriots Ladies | 8 – 18 (0-6 8-6 0-6 0-0) referto | Danube Dragons Ladies | Footballzentrum Ravelinstraße |

### Statistiche di squadra
| Competizione      | %Vittorie | In casa | In casa | In casa | In casa | In casa | In casa | In trasferta | In trasferta | In trasferta | In trasferta | In trasferta | In trasferta | Totale | Totale | Totale | Totale | Totale | Totale |
| Competizione      | %Vittorie | G       | V       | N       | P       | Pf      | Ps      | G            | V            | N            | P            | Pf           | Ps           | G      | V      | N      | P      | Pf     | Ps     |
| ----------------- | --------- | ------- | ------- | ------- | ------- | ------- | ------- | ------------ | ------------ | ------------ | ------------ | ------------ | ------------ | ------ | ------ | ------ | ------ | ------ | ------ |
| Stagione regolare | .600      | 2       | 1       | 0       | 1       | 8       | 26      | 3            | 2            | 0            | 1            | 52           | 33           | 5      | 3      | 0      | 2      | 60     | 59     |
| Playoff           | .000      | 1       | 0       | 0       | 1       | 8       | 18      | 0            | 0            | 0            | 0            | 0            | 0            | 1      | 0      | 0      | 1      | 8      | 18     |
| Totale            | .500      | 3       | 1       | 0       | 2       | 16      | 44      | 3            | 2            | 0            | 1            | 52           | 33           | 6      | 3      | 0      | 3      | 68     | 77     |